# Space Fury
Space Fury è uno sparatutto a schermata fissa per arcade sviluppato da Gremlin Industries e pubblicato nel 1981 da SEGA. È il primo videogioco realizzato in grafica vettoriale colorata. Ebbe un'unica conversione per la console ColecoVision.
È stato emulato per la prima volta e incluso nella versione per PlayStation Portable della raccolta Sega Mega Drive Collection.

## Modalità di gioco
In Space Fury viene controllata un'astronave che combatte contro navicelle aliene. Il giocatore può raccogliere diversi potenziamenti per i primi tre livelli. Un potenziamento gli consente di sparare in uno schema a tre vie, il secondo consente invece di sparare avanti e indietro simultaneamente e il terzo concentra la potenza di fuoco nella parte anteriore.
Alla conclusione del livello successivo, il giocatore avrebbe quindi raccolto un altro guscio, anche se non era possibile usarne più di uno contemporaneamente. Al giocatore veniva dato un bonus per il tempo rimanente dopo l'attracco con un guscio e, dopo l'attracco con un terzo e ultimo guscio, quello sarebbe stato il guscio che egli avrebbe tenuto per il resto della partita.
Un po' come un "Asteroids alla rovescia", in cui oggetti grandi venivano scomposti in oggetti più piccoli, qui le navicelle inizialmente apparivano separate, poi si univano e non erano in grado di sparare se alcuni pezzi venivano annientati prima di convergere, e avrebbero cercato di speronare la nave del giocatore a una velocità sempre maggiore. Se tutti e quattro i pezzi fossero stati in grado di unirsi per formare una nave, quella nave sarebbe andata alla deriva sul campo di gioco, senza inseguire attivamente il giocatore, ma avrebbero sparato comunque.
La sessione continua indefinitamente ma interrompe il calcolo del punteggio dopo il completamento del quarto livello. Come con la schermata demo, viene dato un bonus se c'è tempo rimanente alla fine di un livello.
Un altro aspetto che rendeva il titolo unico era tra i livelli e durante la modalità demo, in cui il comandante alieno provocava il giocatore tramite l'uso di un parlato sintetizzato, oltre a salutarlo all'inizio di ogni partita dicendo "una creatura per il mio divertimento; preparati per la battaglia!". Al giocatore veniva anche assegnato un grado alla fine di una partita dal comandante, in base a quanto bene si era comportato.